# ЛАЗ-5252
ЛАЗ–5252 – група модифікацій міських автобусів великої місткості, що випускалася з 1992 по 2006 роки Львівським автобусним заводом. Ця модель стала подальшим розвитком невдалого автобуса ЛАЗ–4202. З початку 90–х років до 2006 випускався і тролейбус ЛАЗ–52522, найбільша кількість екземплярів цього тролейбуса надійшла до Львова.

## Історія
Проектування цього автобуса своїм корінням сягає ще у середину 1970-х років. У 1977—1978 роках Всесоюзним контрукторсько-експериментальним інститутом автобусобудування у місті Львові був побудований найперший ЛАЗ–5252. Тоді цей автобус оснащувався радянськими двигунами, які займали велику частину заднього майданчика. Наприкінці 1970-х років інститутом був розроблений і майбутній ЛіАЗ–5256, що випускається Лікінським автобусним заводом з середини 1980–х років і донині; проте шлях до конвеєра у ЛАЗа–5252 виявився набагато довшим, оскільки на той час домінували міські Ikarus 260, Ikarus 263 i Ikarus 280; і декілька міжміських моделей Ikarus.
Керівництво Львівського автобусного заводу гальмувало розвиток і виробництво моделей ЛАЗ–5252, оскільки збірка старих ЛАЗ–695, ЛАЗ–697, ЛАЗ–699 та інших була справою куди легшою. А КАвЗ, на якому планувалося освоїти виробництво ЛАЗ–5252, в 1980–х роках потребував переобладнання заводу.
Ситуація з транспортним забезпеченням значно погіршилася, коли Радянський союз розпався, оскільки з його розпадом та проголошенням незалежності України, постачання автобусів марки Ikarus припинилося, а свого автобуса великої місткості у 80–100 пасажирів Україна не мала. Тоді серійний випуск ЛАЗ–5252 швидко налагодився. Щоправда, оскільки багато цих автобусів збиралися нашвидкуруч, у них згодом було виявлено чималу кількість недоробок та дефектів. Восени 1992 року було спроектовано тролейбус ЛАЗ–52522 на базі автобусів ЛАЗ–52521 та ЛАЗ–52523 різних модифікацій; тролейбус було залишено у Львові під номером 001; він працював до 2008 року. Тролейбуси ЛАЗ–52522 масово випускалися лише для Львова, модифікації автобуса ЛАЗ-5252 були розповсюджені по усій Україні.

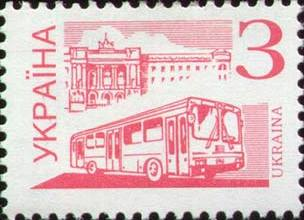
«ЛАЗ–5252», поштова марка України (1995)

У 1990-ті роки ЛАЗ мав скрутне становище, через те, що у нього не було постійних поставників двигунів, а двигуни ЗІЛ та КамАЗ більше не поставлялися до Львова, тому модифікації ЛАЗ–5252 мали різні двигуни, за якими, власне, лише і відрізнялися. Усі двигуни вимагали великого мотовідсіку, тому задні двері у пізніших модифікаціях ставали одностворчастими. Тролейбуси ЛАЗ–52522 оснащувалися двигуном ЕД 138АУ2 від Електроважмаша, Харків; двигун у них розташовувався в центральній частині під підлогою, тому задні двері тролейбуса залишилися двостулковими.
Наприкінці 1990–х років ЛАЗ–5252 показали свою ненадійність через часті дрібні поламки, загальну низьку якість виконання та ненадійність силових агрегатів — повторювалася історія із попередником ЛАЗ–5252 – ЛАЗ–4202. Тролейбуси 52522 мали схожі проблеми і не могли конкурувати з якіснішим і дешевшим ЮМЗ–Т2, що з 1993 року випускається на Південному машинобудівному заводі у Дніпропетровську. Наприкінці 90–х років виходили нові модифікації – ЛАЗ–52527; ЛАЗ–52523А та ЛАЗ–52528, які і були пізніше рестайлінгові. У 1995 році Харківський вагоноремонтний завод освоїв випуск автобуса ХАРЗ–5259 «Харків'янин», який майже повністю ззовні і зсередини був «списаний» з ЛАЗ–5252, але цей автобус було випущено лише у 6 екземплярах.
У 2002 році почався рестайлінг моделей ЛАЗ–5252, в основному були оновлені автобуси ЛАЗ–52527 і ЛАЗ–52528. ЛАЗ–52527 (старого типу) поставлявся у Київ наприкінці 90–х, пройшовши рестайлінг, ціла партія ЛАЗ–52528 з 2006 року працює у Львові на автобусному маршруті №5. ЛАЗ–52528 мав більшу ціну і потужніший російський двигун ЯМЗ–236НЕ, тим і відрізнявся від 52527 моделі. Рестайлінг тролейбусів почався на два роки пізніше, після того, як ЛАЗ виготовив рестайлінговий ЛАЗ–52522, обмінявши його на списаний львівський тролейбус старого варіанту №008. Новому тролейбусу дістався парковий номер 008, під яким він працював у Львові до 2020 року.
У 2004 році почав випускатися ЛАЗ–А183 «CityLAZ» –12–метровий наступник ЛАЗ–5252; дуже скоро увійшов у виробництво і зчленований ЛАЗ–А292. ЛАЗ–52528 і ЛАЗ–52527 трималися на конвеєрі ще рік, до 2005, аж поки їх виробництво було повністю припинене. Тролейбус ЛАЗ-52522 затримався на конвеєрі ще на рік, останні рестайлінгові моделі 2006 року випуску було відправлено до Тернополя; усього було випущено 85 тролейбусів ЛАЗ–52522. Його наступником став ЕлектроЛАЗ–183. У Львові автобуси 52527 і 52528 вже поступово замінюються: після відновлення роботи ЛАЗу, до Львова поступили дві гормошки ЛАЗ–А292 2009 року випуску, які зараз працюють на 5 автобусному маршруті.

## Модельний ряд ЛАЗ–5252 та його модифікації
За увесь час виробництва моделі ЛАЗ–5252 у 1992–2006 роках було випущено 8 автобусних та 1 тролейбусна модифікації (52522); ці моделі ззовні майже не відрізняються одна від одної (за винятком кількості стулок дверей і об'єму мотовідсіку); відрізняються вони практично лише двигунами. Роки виробництва ЛАЗ–5252 та його модифікацій – це в основному середина–кінець 1990-х років ЛАЗ–52522 (тролейбус) вважається рівноправною модифікацією ЛАЗ–5252.
| Модіфікація         | Період виробництва | Двігун                |
| ------------------- | ------------------ | --------------------- |
| ЛАЗ–5252            |                    |                       |
| ЛАЗ–52521           |                    | КамАЗ–7408.10         |
| ЛАЗ–52522           | з 1994             | Тролейбус             |
| ЛАЗ–52523           |                    | Renault MIDR 06.02.26 |
| ЛАЗ–52523А          |                    | ЯМЗ–236А              |
| ЛАЗ–52524           |                    | MAN                   |
| ЛАЗ–52527           | 1998–2005          | RABA D10TL160 E2      |
| ЛАЗ–52528           |                    | ЯМЗ–236НЕ             |
| ЛАЗ–52528А          |                    | ЯМЗ–236А              |
| ЛАЗ–52529           |                    | Cummins С220          |
| ЛАЗ–А173 «Ярослава» |                    | ЯМЗ–236НЕ             |

ЛАЗ-5252 та його елементи були застосовані і на інших автобусах Львівського виробництва:
- LAZ «Liner–9» – міжміський 9–метровий автобус, що виробляється на Львівському автобусному заводі з 1997 року . Має деякі схожості із ЛАЗ-4207 і ЛАЗ-5207. У 2012 році його замінила нова модель LAZ–A141 Liner.
- LAZ «Liner–12» – міжміський та туристичний автобус нового покоління ЛАЗ, що використовує форму кузова та деталі ЛАЗ-5252; щоправда має лінзове скління фар, панорамне лобове скло та зовсім інший інтер'єр.
- ХАРЗ–5259 – автобус Харківського вагоноремонтного заводу (випускався у 1995 році), однаковий із 5252 за габаритами та використовує більшість його деталей як ззовні так і зсередини.

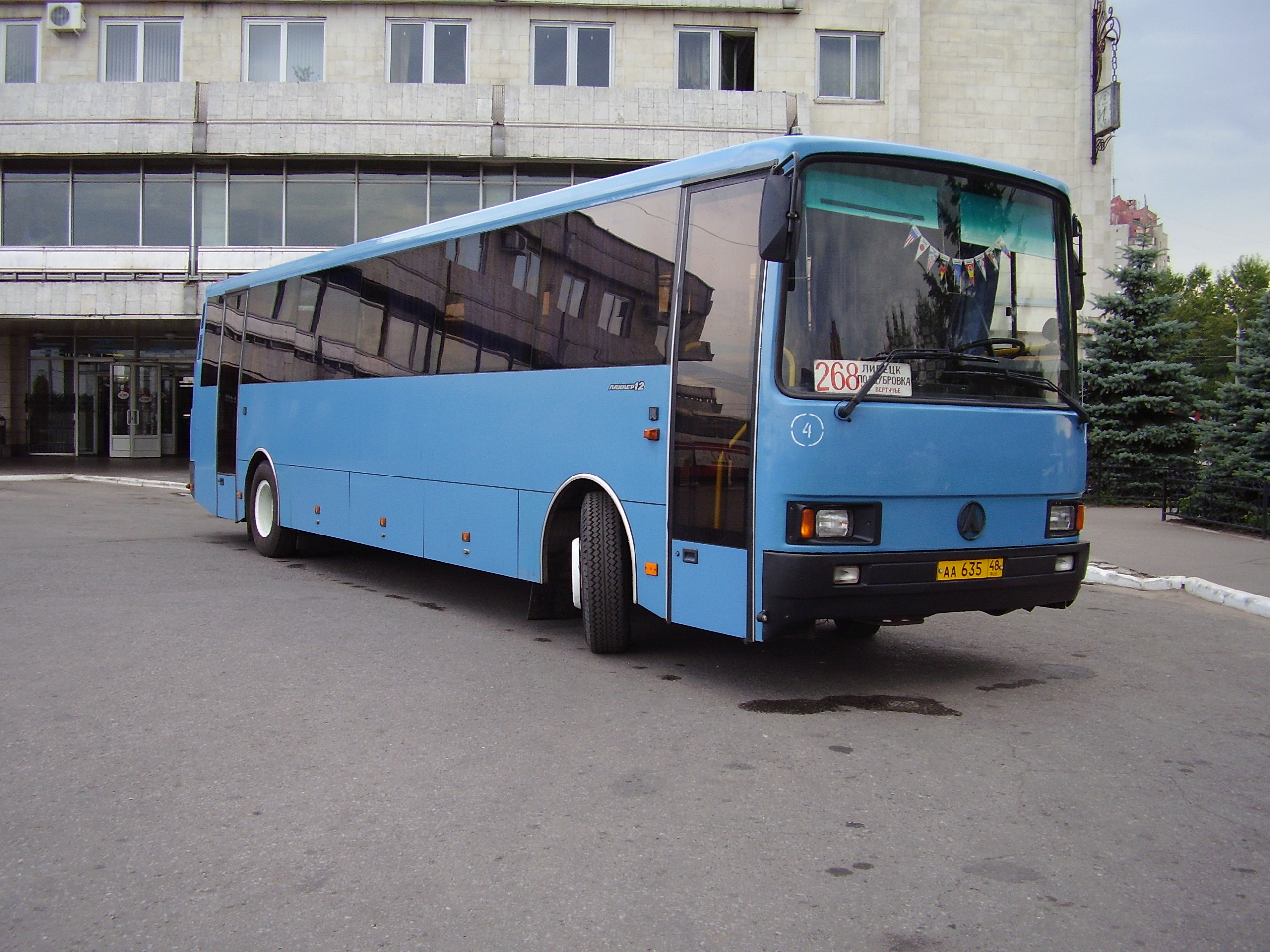
LAZ «Liner–12»

- LAZ «Liner–12»ЛАЗ–А291 – 18–метровий двосекційний міський ЛАЗ, довга версія ЛАЗ–52527.

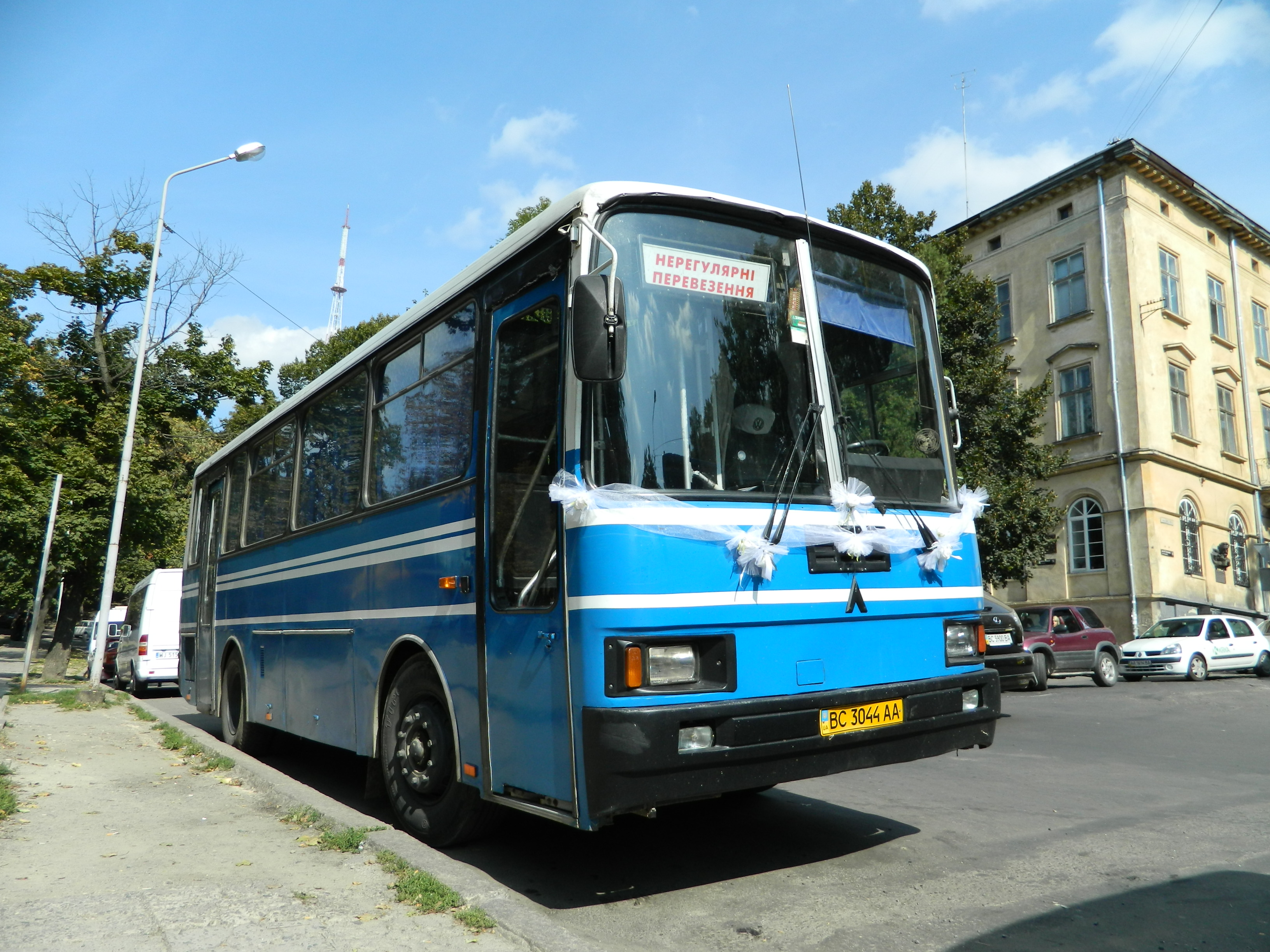
LAZ «Liner–9»

## Описання моделі
| Технічні характеристики ЛАЗ-5252                            | Технічні характеристики ЛАЗ-5252                                                 |
| ----------------------------------------------------------- | -------------------------------------------------------------------------------- |
| Клас                                                        | міський або (зрідка) міжміський автобус                                          |
| Модель                                                      | ЛАЗ-5252                                                                         |
| Модифікації                                                 | ЛАЗ-52521 ЛАЗ-52522 ЛАЗ-52523 ЛАЗ-52523А ЛАЗ-52524 ЛАЗ-52527 ЛАЗ-52528 ЛАЗ-52529 |
| Проект побудови, рік                                        | 1977                                                                             |
| Розроблений                                                 | Львівавтобуспром                                                                 |
| Роки виробництва                                            | 1992—2006                                                                        |
| Автобуси, подібні до ЛАЗ 5252                               | ХАРЗ 5259 ЛіАЗ-5256                                                              |
| Попередник                                                  | ЛАЗ-4202                                                                         |
| Наступник                                                   | Покоління NeoLAZ                                                                 |
| Кузов                                                       | вагонного компонування, повністю оцинкований і оброблений матеріалами Helios     |
| Довжина кузова, мм                                          | 11120 (найперші моделі у частності тролейбуса) 11440 (стандартна довжина)        |
| Ширина по молдінгу, мм                                      | 2500                                                                             |
| Висота, мм                                                  | 3075                                                                             |
| Колісна база, мм                                            | 5470                                                                             |
| Колеса                                                      | радіанні, 4×2 (2 осі)                                                            |
| Шини                                                        | 10,00R20                                                                         |
| Споряджена маса, кг                                         | 10400                                                                            |
| Повна маса, кг                                              | 17070                                                                            |
| Гальмівна система                                           | пневматична двохконтурна барабанного типу, можливе встановлення ABS              |
| Двері                                                       | дво/одностворні 2—2—1; 2—2—2                                                     |
| Оснащення дверей                                            | ширма/цільна гума; розвинуте остеклення                                          |
| Фари (передні)                                              | квадратні+квадратні протитуманні                                                 |
| Бампер                                                      | зварний, чорний, чіткоокреслений                                                 |
| Настил підлоги салону                                       | лінолеумний «килим»                                                              |
| Висота підлоги салону над дорогою, мм                       | 790                                                                              |
| Мінімальний радіус повороту, м                              | 12                                                                               |
| Сидіння                                                     | парні і одинарні, з поролоновта наповнювачем у середині                          |
| Загальна кількість сидінь                                   | 26, 28                                                                           |
| Поручні                                                     | тонкі; з оцинкованої сталі з фарбовим покриттям                                  |
| Вентиляція                                                  | через люки в даху та зсувні кватирки                                             |
| Опалення у салоні                                           | WEBASTO 268,07 , від електричного обігрівача (тролейбус)                         |
| Підсвітка у салоні                                          | через плафонні світильники над вікнами або на стелі                              |
| Повна місткість, чол                                        | 95, 97, 98, 100, 103, 108                                                        |
| Кабіна водія                                                | відгороджена цільною перегородкою від салону                                     |
| Двері до кабіни                                             | зовнішні (передня створка 1 дверей) з салону                                     |
| Приборна панель                                             | з пластику (розташування приладів та їх дію розглянуто у статті ЛАЗ-52522)       |
| Бокові дзеркала зовнішнього виду                            | квадратні і сферичні                                                             |
| Рульове керування                                           | МАЗ-64229 ZF Servocom                                                            |
| КПП                                                         | 5-ступінчаста RABA D10TLL 160 E2 або ЯМЗ-236НЕ                                   |
| Підвіска                                                    | залежна, пневматично-ресорсна                                                    |
| Система керування (тролейбус)                               | реостатно-контакторна                                                            |
| Двигун                                                      | детально описані зверху                                                          |
| Двигун (тролейбус)                                          | Електроважмаш ЕД138АУ2                                                           |
| Потужність, кіловат                                         | 130 (тролейбус), 162, 169, 192                                                   |
| Максимальне відхилення від контактної мережі, м (тролейбус) | 4.2                                                                              |
| Витрати палива при шв. 60 км/год на 100 км, літри           | 30, 32, 33, 35                                                                   |
| Розгін від 0 до 60 км/год за, сек                           | 23—35                                                                            |
| Максимальна швидкість руху, км/годину                       | 70, 75, 83 (тролейбус), 90, 95, 120                                              |

ЛАЗ-5252 є автобусом середнього класу, що призначений для роботи на міських перевезеннях. Ззовні він віддалено нагадує Ikarus 260-ї серії, проте насправді є цілком самостійною розробкою. Найперші дослідні машини автобусів та тролейбусів мали у довжину 11.12 метра, щоправда пізніше вони дещо виросли у довжину (до 11.4 метра), такі габарити притаманні усім сучасним випускам цього автобуса. Висота автобуса трохи більше 3 метрів, тролейбус виріс іще на 20 сантиметрів за рахунок комплекту тягового електроустаткування та кулера «Bosch». Кузов автобуса тримальний, вагонного компонування; дизайн кузова не має особливих приміт — він цілком квадратний, як і у Ікарусів, але передок автобуса дещо заокруглений. Світлотехніка на передку представлена 2 фарами великого розміру квадратної форми, у оновлених моделей фари мають лінзове скління та більшу світлову силу; також є 2 протитуманні фари, вмонтовані у бампер. Бампер автобуса зварний, великого розміру, зазвичай чорного кольору. Над бампером розташовується емблема Львівського автобусного заводу. Лобове скло цього автобуса відносно мале, порівняно з його наступниками (проте цілком достатнє для роботи водія, якщо дивитися з кабіни); лобове скло розділене надвоє, 2 склоочисники переміщуються за допомогою тягових важелів, не останньою проблемою цього ряду є поламки склоочисників. Бокові дзеркала зовнішнього встановлення сферичні, з суцільним тримачем у стилі «вуха зайця»; у старіших моделей дзеркала були меншими та квадратними, тому були вельми незручними при керуванні автобусом. Над лобовим склом розташовуються вказівники маршруту; ЛАЗ-5252 та його модифікації ще не комплектувалися електронними табло, використовувалися механічні. Боковини автобуса оцинковані та мають антикорозійне покриття від фірми Helios; слід зазначити, що у найперших варіантах ЛАЗ-5252 кузов мав набагато гіршу якість обшивки і не мав нанесеного антикорозійного покриття на усі частини кузова, тому обшивка кузова швидко деградувала. Підвіска моделей ЛАЗ-5252 пневморесорна, добре нівелює дефекти дорожнього покриття - ями, вибоїни тощо; його попередник ЛАЗ-4202 використовував механічну підвіску, яка швидко псувалася через погану якість доріг, притаманну українським автошляхам. Також ця підвіска забезпечує м'який і плавний хід машини. Автобус має дві осі, з радіанними ободами коліс. Двигун розташовується на задньому звісі, на задку розташовується мотовідсік; моди ЛАЗ-5252 залежать від двигуна який стоїть на автобусі, радянські двигуни були дуже об'ємними і займали багато місця, через що зменшувалася місткість автобуса. ЛАЗу 5252 притаманна гучна робота двигуна, а шумоізоляція салону незадовільна. У тролейбуса ЛАЗ-52522 двигун розміщений поздовжньо під підлогою, тролейбуси використовують реостатно-контакторну систему керування і на них стоять двигуни ЕД138АУ2 від Харківського виробника "Електроважмаш"; двигун ЕД138АУ2 є набагато тихішим ніж у Skoda 14Tr. Задній бампер автобуса теж великий, заварений і чорного кольору. Кузов автобуса ЛАЗ-5252 та його модифікацій має 3 вхідні двері, передні і середні двостулкові, задні можуть бути як одно- так і двостулковими (залежно від модифікації). ЛАЗ-52522 має три двостулкові двері. Проблема заїдання дверного приводу була вирішена у моделі ЛАЗ-5252, заїдання дверного приводу цих моделей стало нечастим явищем. Спершу гумова обшивка дверей для амортизації була ширмовою, але пізніше стала суцільно гумовою. Автобуси ЛАЗ-5252 є моделями з високою підлогою, до салону веде 2 сходинки, а висота підлоги салону над проїжджою частиною становить близько 80 сантиметрів. Настил підлоги салону ЛАЗ-5252 — цільнотягнутий лист лінолеуму. Поручні автобуса тонкі, з оцинкованої сталі, горизонтальні зверху можуть оснащуватися пластиковими ручками (у новіших моделей). Сидіння старіших моделей були нероздільними, шкіряними з поролоновим наповнювачем усередині; оскільки більшість сидінь були парними, прохід у передній частині салону був завузьким. Нові автобуси мають м'які зелені велюрові сидіння роздільного типу і меншого розміру; поручні автобусів після рестайлінгу пофарбовані у жовтий колір. Автобус має 2 накопичувальних майданчика для пасажирів навпроти середніх та задніх дверей. Вікна автобуса ЛАЗ-5252 розділені, у новіших модифікацій після рестайлінгу автобуси отримали тоновані склопакети. Вентиляція у салоні представлена обдувними люками на даху і зсувними кватирками. Система освітлення у салоні змінилася: плафонні світильники з боковин переміщено на дах. Система опалення представлена автономним опалювачем WEBASTO 268,07; опалення у тролейбусах ЛАЗ-52522 відбувається за допомогою електричного опалювача. Повна пасажиромісткість цього автобуса варіюється залежно від модифікації і становить від 95 до 108 чоловік. Кабіна водія відокремлена від салону суцільною перегородкою, передня стулка передніх дверей відкривається автономно і розрахована тільки для проходу водія. Панель приладів чорна, пластикова. Панель умовно розділена на три частини, спідометр розташований на лівій частині, ще одне гніздо для спідометра розташоване на середній частині, допоміжні показникові прилади розташовані на правій частині. Кнопки керування дверним приводом розташовані на правій частині; радіо розміщується поза панеллю приладів. Крісло водія у найперших випусках мало поролоновий наповнювач і було менш комфортним, у рестайлінгових ЛАЗів на ньому з'явилися підлокітники, саме крісло зроблено з синтетичних матеріалів. Кермо на більшості старих випусків було стандартним ЛАЗівським, яке використовували усі тодішні ЛАЗи — МАЗ-64229, яке застосовувалося і на ЛАЗ-52522; на рестайлінгових моделях встановлюється нове ЛАЗівське кермо з емблемою заводу ZF 8098 Servocom з гідропідсилювачем. До «автомата» навіть рестайлінгові ЛАЗ-5252 таки не доросли, коробка передач механічна 5-ступінчаста, «автомат» ZF Ecomat або Voith використовують вже сучасні СітіЛАЗи. Керування рухом автобуса відбувається за допомогою 3 педалей. Кабіна водія оснащена: дзеркалом огляду салону; вогнегасником і аптечкою. Лобове скло може бути частково затонованим, також є захисні екрани від сонця.
Переваги моделі ЛАЗ-5252:
- невибагливість моделі, добра пристосованість до українських доріг
- пневматично-ресорна підвіска, що нівелює дефекти дорожнього покриття
- плавні розгін та гальмування
- повна антикорозійна обробка кузова у оновлених моделей
- усунення більшості недоліків у рестайлінгових моделей
- невисока ціна на автобус

Недоліки моделі ЛАЗ-5252
- висока підлога
- дуже шумні двигуни і погана шумоізоляція салону
- швидке кородування кузова (старіші моделі)
- дрібні поламки електроніки і показникових приладів
- холод у салоні в холодну пору року
- задуха при повному завантаженні в літній період
- механічна коробка передач
- незручне планування сидячих місць у салоні
- ненадійність силових агрегатів

## Елементи рестайлінгу
Рестайлінгові ЛАЗ-5252 отримали такі нововведення:
- вклеєні тоновані склопакети на усі вікна у салоні
- повну антикорозійну обробку кузова та повне оцинкування
- покращене планування місць у салоні, заміна настилу підлоги на лінолеумний килим із блискучими включеннями
- заміна старих сидінь на нові зелені, велюрові, характерні для мікроавтобусів
- нове кермо з гідропідсилювачем ZF Servocom 8098 (старе було МАЗ-64229), нині характерне для родини NeoLAZ
- нова механічна коробка передач від ЯМЗ або Praga, нові педалі керування.
- світлотехніка має лінзове скління, що значно підвищує силу світла фар.

## Технічні характеристики ЛАЗ-52528
| Параметр                                      | Характеристика                              |
| --------------------------------------------- | ------------------------------------------- |
| Модифікація                                   | ЛАЗ-52528                                   |
| Випуск, роки                                  | з 2002                                      |
| Мод                                           | рестайлінговий                              |
| Вид                                           | міський тролейбус                           |
| Подібні                                       | ЛАЗ-5252 (1—9)                              |
| Габаритні розміри                             | 11440×2510×3075                             |
| Колісна база, мм                              | 5470                                        |
| Висота підлоги, см                            | 79                                          |
| Підвіска                                      | залежна, пневматично-ресорсна               |
| Колісна формула                               | 4×2                                         |
| Мінімальний радіус повороту, м                | 12                                          |
| Пасажиромісткість разом, чол                  | 95—103                                      |
| Сидячих місць, шт                             | 28                                          |
| Формула дверей                                | 2—2—1                                       |
| Опалення                                      | WEBASTO 268,07                              |
| Вентиляція                                    | примусова                                   |
| Споряджена маса, кг                           | 10400                                       |
| Повна маса, кг                                | 17070                                       |
| Гальмівна система                             | пневматична, двохконтурна, барабанного типу |
| Шини                                          | 10,00R20                                    |
| Рульове керування                             | ЯМЗ-236Л                                    |
| Коробка передач                               | механічна з 5 швидкостями                   |
| Двигун                                        | ЯМЗ-236НЕ                                   |
| Потужність двигуна, кіловат                   | 169                                         |
| Витрати палива при 60 км/год на 100 км, літри | 35                                          |
| Максимальна швидкість, км/год                 | 95                                          |